# Талінолол
Талінолол — синтетичний антигіпертензивний препарат та антиаритмічний препарат, що належить до групи селективних бета-блокаторів, для перорального та парентерального застосування.

## Фармакологічні властивості
Талінолол — синтетичний лікарський препарат, що належить до групи селективних бета-блокаторів. Механізм дії препарату полягає у селективній блокаді β1-адренорецепторів, що призводить до зменшення утворення цАМФ із АТФ, яке стимулюється катехоламінами. У результаті цього знижується поступлення іонів кальцію в клітини, знижується частота серцевих скорочень, пригнічується провідність та збудливість міокарду, знижується скоротливість міокарду. Під дією талінололу зменшується рівень норадреналіну в плазмі крові; знижується гіперактивація симпатоадреналової системи, у тому числі зменшуються прояви некрозу та апоптозу кардіоміоцитів, покращується гемодинаміка, зменшується густота та афінність β-адренорецепторів, зменшується гіпертрофія та ішемія міокарду та провокація аритмій. Талінолол не має внутрішньої симпатоміметичної активності. При гострому інфаркті міокарду талінолол має здатність знижувати смертність хворих та частоту рецидивів інфаркту за рахунок зменшення зони ішемії та зниження частоти аритмічних ускладнень. Талінолол знижує потребу міокарду у кисні. Талінолол знижує серцевий викид, артеріальний тиск та секрецію реніну. Талінолол зменшує частоту нападів стенокардії та підвищує переносимість фізичних навантажень. Препарат пригнічує реакцію барорецепторів дуги аорти на зниження артеріального тиску. Талінолол не чинить негативного впливу на ліпідний обмін, та не чинить значного впливу на вуглеводний обмін. Препарат має також пряму вазоділятуючу дію.

### Фармакодинаміка
Талінолол швидко всмоктується у шлунково-кишковому тракті при пероральному прийомі, біодоступність препарату становить 40—70 %, при внутрішньовенному введенні становить 100 %. Максимальна концентрація в крові досягається при пероральному прийомі протягом 1,7—4 годин. Талінолол помірно зв'язується з білками плазми крові. Препарат проходить через плацентарний бар'єр та виділяється в грудне молоко. Талінол метаболізується у печінці у дуже незначній кількості (менше 1 %). Виводиться препарат із організму переважно із сечею у незміненому вигляді, частково виводиться з калом у незміненому вигляді. Період напіввиведення талінололу становить при пероральному прийомі 8,7—17,8 годин, при внутрішньовенному введенні — 7,3—18,2 годин, цей час може збільшуватися при порушеннях функції нирок.

## Показання до застосування
Талінолол застосовується при гіпертонічній хворобі, стенокардії, при аритміях (синусовій тахікардії, тахісистолічній формі миготливої аритмії, екстрасистоліях), гіперкінетичному кардіальному синдромі, при інфаркті міокарду та для його вторинної профілактики, при феохромоцитомі як додатковий засіб, при пролапсі мітрального клапану, мігрені, нейроциркуляторній дистонії по гіпертонічному типу.

## Побічна дія
При застосуванні талінололу можливі наступні побічні ефекти:
- Алергічні реакції та з боку шкірних покривів — зрідка загострення псоріазу, гіпергідроз, алопеція, гіперемія шкіри.
- З боку травної системи — зрідка нудота, блювота, діарея або запор, сухість у роті, біль у животі, зміна смаку.
- З боку нервової системи — рідко головний біль, головокружіння, швидка втомлюваність, парестезії, депресія, сонливість або безсоння, ксерофтальмія, кон'юнктивіт, порушення концентрації уваги, втрата свідомості, кошмарні сновидіння, галюцинації, судоми, порушення зору, сухість в очах, кон'юнктивіт, міастенія.
- З боку серцево-судинної системи — зрідка (частіше при прийомі високих доз препарату) брадикардія або тахікардія, недостатність периферичного кровообігу, артеріальна гіпотензія, периферичні набряки, периферичний ангіоспазм, AV-блокада (включно до повної AV-блокади та зупинки серця), синдром Рейно, ортостатична гіпертензія, болі в грудній клітці, погіршення перебігу серцевої недостатності, підвищена кровоточивість.
- З боку сечостатевої системи — зрідка зниження лібідо, імпотенція.
- З боку дихальної системи — зрідка закладеність носа; у хворих зі схильністю до обструктивних захворювань легень — затруднення дихання, бронхо- та ларингоспазм.
- З боку ендокринної системи — у хворих із лабільним обміном речовин можливі гіпо- або гіперглікемія; в поодиноких випадках збільшення маси тіла.
- Зміни в лабораторних аналізах — зрідка лейкопенія, тромбоцитопенія, агранулоцитоз, гіперглікемія, гіпоглікемія.

## Протипокази
Талінолол протипоказаний при підвищеній чутливості до препарату, кардіогенному шоці, при декомпенсації серцевої недостатності або серцевій недостатності ІІВ—ІІІ ступеня, стенокардії Принцметала, синдромі слабкості синусового вузла, АВ-блокаді ІІ-ІІІ ступеня, при бронхообструктивних захворюваннях або бронхіальній астмі, брадикардії, артеріальній гіпотензії, цукровому діабеті, важких порушеннях периферичного кровообігу. Препарат не застосовують при вагітності та годуванні грудьми. З обережністю застосовують препарат при міастенії, метаболічному ацидозі, феохромоцитомі, нирковій недостатності, псоріазі, депресії, обструктивних захворюваннях легень, у похилому та у дитячому віці.

## Форми випуску
Талінолол випускається у вигляді таблеток по 0,05 та 0,1 г і у вигляді ампул по 5 мл 0,2 % розчину. Станом на 2014 рік в Україні даний препарат не зареєстрований.

## Стереохімія
Талінолол містить стереоцентр і складається з двох енантіомерів. Це рацемат, тобто суміш  R - і  S -форми у рівних кількостях:
| Енантіомери талінололу | Енантіомери талінололу |
| ---------------------- | ---------------------- |
| CAS-Nummer: 71369-60-3 | CAS-Nummer: 71369-59-0 |